# Каролев (Соколовський повіт)
Каролев (пол. Karolew) — село в Польщі, у гміні Соколів-Підляський Соколовського повіту Мазовецького воєводства.
Населення — 155 осіб (2011).
У 1975-1998 роках село належало до Седлецького воєводства.

## Демографія
Демографічна структура станом на 31 березня 2011 року:
|          | Загалом | Допрацездатний вік | Працездатний вік | Постпрацездатний вік |
| -------- | ------- | ------------------ | ---------------- | -------------------- |
| Чоловіки | 84      | 14                 | 67               | 3                    |
| Жінки    | 71      | 11                 | 42               | 18                   |
| Разом    | 155     | 25                 | 109              | 21                   |